# Emebet Shiferaw
Emebet Shiferaw, née le 13 mars 1973, est une athlète éthiopienne et érythréenne.

## Carrière
Aux Championnats d'Afrique d'athlétisme 1989 à Lagos, Emebet Shiferaw est médaillée de bronze du 800 mètres et du 1 500 mètres sous les couleurs éthiopiennes.